# 東尼·霍克 (演員)
東尼·霍克（英語：Tony Hawks，1960年2月27日—）是一位英國作家、喜劇演員、歌手。東尼·霍克出生於白禮頓，於布賴頓學院畢業。

## 外部連結
- 官方网站